# Saint-Sixt
Saint-Sixt is een gemeente in het Franse departement Haute-Savoie (regio Auvergne-Rhône-Alpes) en telt 843 inwoners (2005). De plaats maakt deel uit van het arrondissement Bonneville.

## Geografie
De oppervlakte van Saint-Sixt bedraagt 5,2 km², de bevolkingsdichtheid is 162,1 inwoners per km².
De onderstaande kaart toont de ligging van Saint-Sixt met de belangrijkste infrastructuur en aangrenzende gemeenten.

## Demografie
Onderstaande figuur toont het verloop van het inwonertal (bron: INSEE-tellingen).